# Награда „Николај Тимченко”
Награда „Николај Тимченко” је књижевна награда која се додељује за књижевну критику и есејистику од 2008. године.

## Историјат
Састоји се од Повеље и новчаног износа. Уручује се на манифестацији Дани „Николаја Тимченка”. Награду додељује Задужбина „Николај Тимченко” из Лесковца, која је основана 2005. године са циљем да обради и сачува заоставштину Николаја Тимченка.
Свечано уручење награде приређује се у просторијама Легата „Николај Тимченко”.

## Добитници
| Година | Добитник             | Дело                                                   | Реф.   |
| ------ | -------------------- | ------------------------------------------------------ | ------ |
| 2008.  | Новица Петковић      | Словенске пчеле у Грачаници                            | [ 1 ]  |
| 2009.  | Радован Поповић      | Разносач месечине и Последњи српски бољшевик           | [ 1 ]  |
| 2010.  | није додељена        | није додељена                                          | [ 1 ]  |
| 2011.  | Драган Жунић         | Причање смисла                                         | [ 1 ]  |
| 2012.  | Душан А. Јањић       | Књижевна преплитања                                    | [ 1 ]  |
| 2013.  | Ранко Поповић        | Парадокси и молитве                                    | [ 1 ]  |
| 2014.  | Небојша Васовић      | Зар опет о Кишу?                                       | [ 1 ]  |
| 2015.  | Леон Којен           | У тражењу новог                                        | [ 1 ]  |
| 2016.  | Миливој Ненин        | Светислав Стефановић, опет                             | [ 3 ]  |
| 2017.  | Марко Недић          | Чарање и плетење приче                                 | [ 4 ]  |
| 2018.  | Александар Јовановић | Стих и памћење: o поезији и поетици Милосава Тешића    | [ 5 ]  |
| 2019.  | Марта Фрајнд         | Песници у позоришту. Погледи на српску међуратну драму | [ 6 ]  |
| 2020.  | Јован Попов          | Појмови, периоди, полемике                             | [ 7 ]  |
| 2021.  | Горана Раичевић      | Агон и меланхолија: живот и дело Милоша Црњанског      | [ 8 ]  |
| 2022.  | Предраг Петровић     | Енциклопедизам и теорија романа                        | [ 9 ]  |
| 2023.  | Предраг Тодоровић    | Зенитодадаизам у српској књижевности                   | [ 10 ] |